# Chionanthus pygmaeus
Chionanthus pygmaeus es una especie fanerógama perteneciente a la familia Oleaceae. Es nativa del sur de Florida.

## Descripción
Es un árbol pequeño endémico de la zonas costeras de Florida donde el viento acumula la arena y que por causas naturales tienen fuego una vez cada 20-30 años. Esta especie depende del fuego para prosperar pues necesita suelos abiertos en los matorrales. Tiene flores blancas.

## Ecología
Esta planta puede ser una especie dominante en algunas áreas muy localizadas, y puede ser codominante con otros arbustos y árboles, formando matorrales. Se ha observado que crece junto a Ximenia americana, Persea humilis, Carya floridana, Pinus clausa, Ceratiola ericoides, y varios robles. Crece con su pariente, Chionanthus virginicus, y a veces se híbrida con ella.

## Taxonomía
Chionanthus pygmaeus  fue descrita por John Kunkel Small y publicado en Bulletin of the Torrey Botanical Club 51(9): 384–385. 1924.